# Hemixos cinereus
A Hemixos cinereus a verébalakúak (Passeriformes) rendjébe, ezen belül a bülbülfélék (Pycnonotidae) családjába és a Hemixos nembe tartozó faj. Egyes rendszerezők szerint a Hemixos flavala alfaja. 20-21 centiméter hosszú. Indonézia, Malajzia és Thaiföld nedves hegyvidéki erdőiben él. Gyümölcsökkel, magokkal és rovarokkal táplálkozik. Februártól júniusig költ.

## Alfajok
- H. c. cinereus (Blyth, 1845) – dél-Thaiföld, Maláj-félsziget, Szumátra;
- H. c. connectens (Sharpe, 1887) – észak-Borneó.